# Wakiso (district)
Le district de Wakiso est un district d'Ouganda. Il est limité au sud par le lac Victoria. Sa capitale est Wakiso.

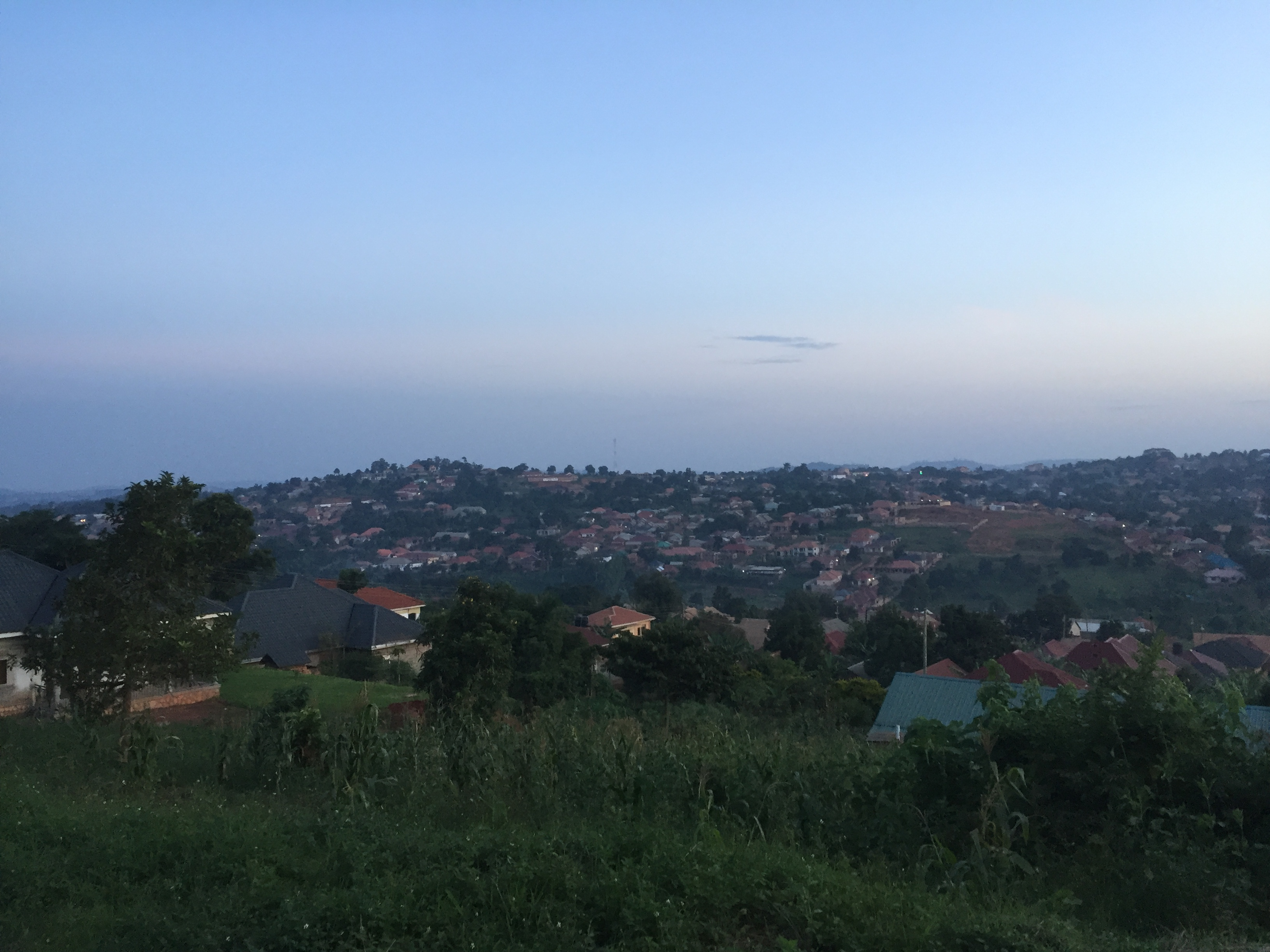
Paysage vallonné dans le district de Wakiso.
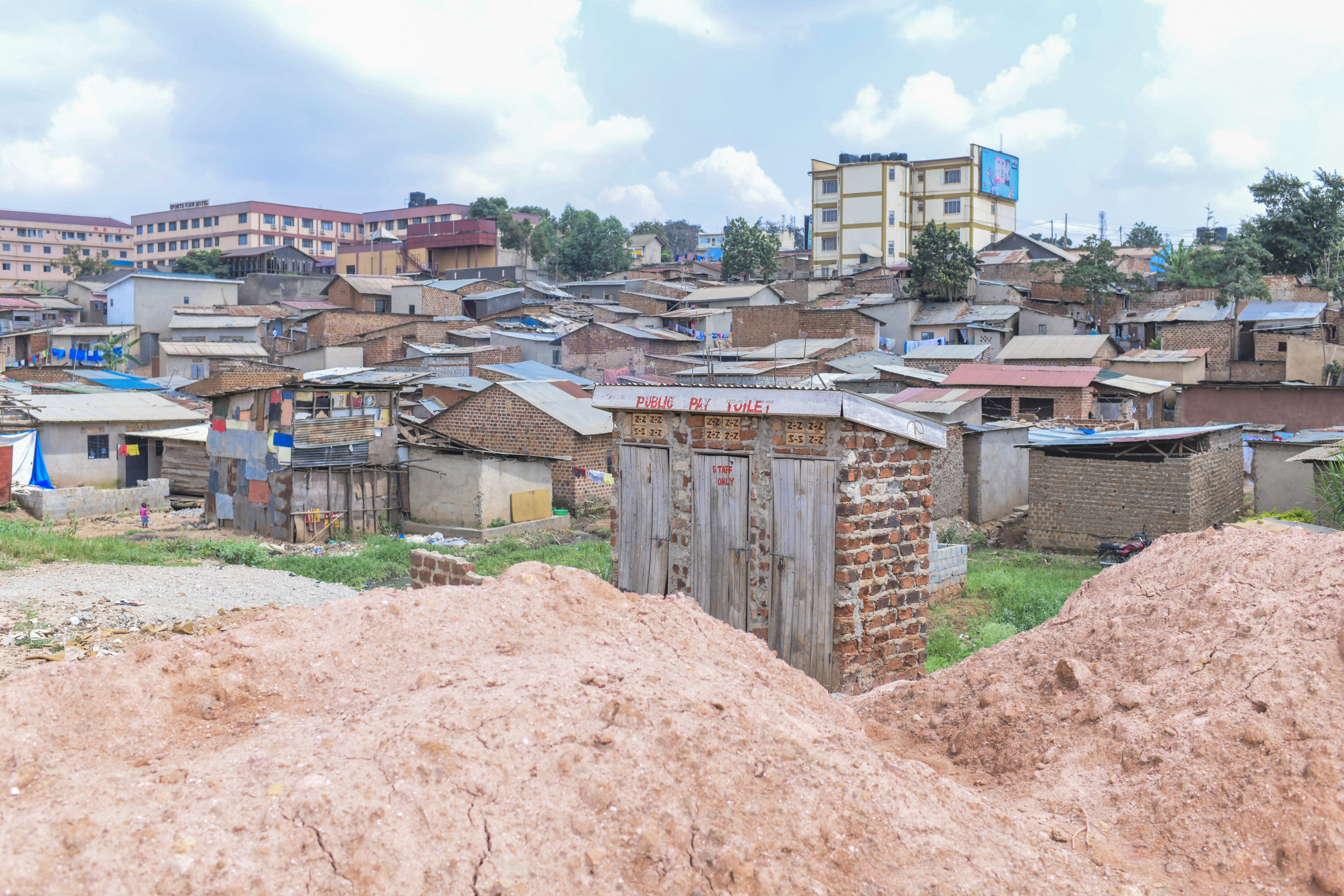
Bidonville à Namboole.